# 三重県立四日市中央工業高等学校
三重県立四日市中央工業高等学校（みえけんりつ よっかいちちゅうおうこうぎょうこうとうがっこう）は、三重県四日市市菅原町に所在する公立の工業高等学校。

## 概要
略称は四中工（よんちゅうこう） だが、地元では中央や中央工業と呼ばれる事もある。
サッカー部などが有名であり、多くのプロ選手を輩出している。

## 沿革

### 年表
- 1962年（昭和37年）4月16日 - 四日市市立富洲原小学校の一部を仮校舎に、三重県立四日市南工業高等学校として開校する。
- 1963年（昭和38年）4月8日 - 現在地に移転して、三重県立四日市中央工業高等学校に改名する。
- 1997年（平成9年）4月1日 - 設備システム科を設置する。
- 2011年（平成23年）9月5日 - 平成23年台風第12号により、浸水被害を受ける[3]。
- 2017年（平成29年）4月25日 - 同校サッカー部を筆頭とする県内公立高校への不正な越境入学について報じられる[4][5]（参考）。

## 教育組織
全日制の課程
- 機械科（定員40名）
- 電気科（定員40名）
- 化学工学科（定員40名）
- 都市工学科（定員40名）
- 設備システム科（定員40名）

## 教育方針
豊かな人間性を備えた、たくましい工業技術陣の育成をめざす。この目標を達成するために。
- 自発性を育て、自らを学ぶ態度を養う。
- 健全な心身の発達を図り、確かな実践力を養成する。
- 人権尊重の精神を養い、人権・同和教育の推進を図る。

## 学校行事
- 4月：入学式
- 6月：遠足
- 7月：クラスマッチ
- 9月：修学旅行

## 部活動

### 運動系
- 陸上
- 硬式野球
- テニス
- ソフトテニス
- バレー
- バスケットボール
- サッカー
- 卓球
- 柔道
- 剣道
- ウエイトリフティング
- 水球
- バドミントン

### 文化系
- 美術・芸術
- 写真
- 理科
- 料理研究

### 生産系
- ロボット研究
- 機械研究
- 電気研究
- 化学工業研究
- 都市工学研究
- 設備システム研究

## 交通アクセス
- 近鉄名古屋線、湯の山線、四日市あすなろう鉄道内部線・八王子線 近鉄四日市駅西口2番乗り場より三重交通バス75系統近鉄高角駅行きで「神前大日山（かんざきだいやま）」停留所下車、徒歩で約10分。
- 近鉄湯の山線 高角駅より徒歩で約25分。

## 著名な学校関係者

### 出身者
- 樋口靖洋（サッカー）
- 菅野賢一（サッカー）
- 吉川亨（サッカー）
- 越後和男（サッカー元日本代表）
- 阪倉裕二（サッカー元日本代表）
- 尾崎勇史（サッカー）
- 小倉隆史（サッカー元日本代表）
- 中田一三（サッカー）
- 島岡健太（サッカー）
- 中西永輔（サッカー元日本代表）
- 水原大樹（サッカー）
- 萩村滋則（サッカー元日本代表）
- 若松大樹（サッカー）
- 関本恒一（サッカー）
- 坪井慶介（サッカー元日本代表）
- 野嶋良（サッカー）
- 加藤秀典（サッカー）
- 中尾康二（サッカー）
- 金守智哉（サッカー）
- 川本良二（サッカー）
- 北村知隆（サッカー）
- 内田智也（サッカー）
- 西村弘司（サッカー）
- 飛弾暁（サッカー）
- 島嵜佑（サッカー）
- 田中輝和（サッカー元アジア大会日本代表）
- 坂井将吾（サッカー）
- 水谷允俊（サッカー）
- 小島弘已（サッカー）
- 田中優毅（サッカー）
- 富田康仁（サッカー）
- 福田晃斗（サッカー）
- 谷奥健四郎（サッカー）
- 浅野拓磨（サッカー日本代表）
- 田村翔太（サッカー）
- 藤山智史（サッカー）
- 坂圭祐（サッカー）
- 森島司（サッカー）
- 舘幸希（サッカー）
- 田口裕也（サッカー）
- 和田侑樹（サッカー）
- 尾崎隆（登山家）
- 弓矢竜太（柔道家）
- 羽田野啓太（柔道家）
- 岩本煌史（プロレスラー）
- 谷口海斗 (サッカー)

### 教職員
- 樋口士郎 - 元サッカー部監督。